# Ambel (Isère)
Pour les articles homonymes, voir Ambel.
Ambel est une commune française située dans le département de l'Isère, en région Auvergne-Rhône-Alpes.

## Géographie

### Situation et description

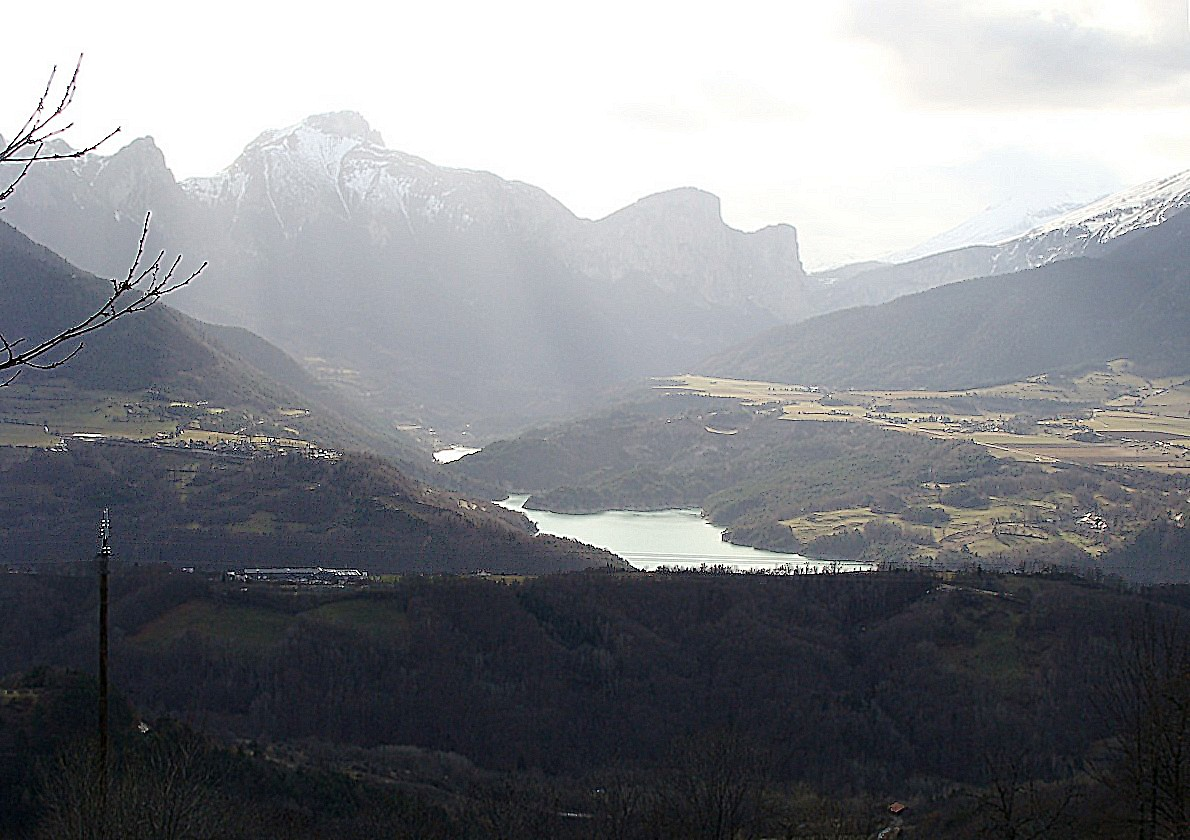
La Souloise entre Ambel (à g.) et Pellafol (à dr.), vus de Corps.

Ambel est située à l'extrême sud du département de l'Isère, dans la région du Beaumont, sur un petit plateau prolongeant au nord la montagne de Faraud, bord oriental du massif du Dévoluy, entre le Drac au nord-est et la Souloise à l'ouest.

### Géologie
Ambel domine le lac du Sautet formé par un barrage situé à 1 kilomètre au nord du village, et qui barre les deux rivières entourant la commune. Le plateau d'Ambel est l'un des résidus d'une ancienne plaine alluviale créée par un verrou glaciaire situé à l'emplacement du barrage actuel, et recreusée depuis par le Drac et la Souloise. Corps, à l'est, et Pellafol, à l'ouest, sont situés sur les bords latéraux de cette ancienne plaine, à la même altitude qu'Ambel, ce qui donne au paysage local un aspect particulier, les trois villages se faisant face mais par-dessus des gorges aujourd'hui partiellement noyées.

### Climat
Pour des articles plus généraux, voir Climat d'Auvergne-Rhône-Alpes et Climat de l'Isère.
En 2010, le climat de la commune est de type climat de montagne, selon une étude du Centre national de la recherche scientifique s'appuyant sur une série de données couvrant la période 1971-2000. En 2020, Météo-France publie une typologie des climats de la France métropolitaine dans laquelle la commune est exposée à un climat de montagne ou de marges de montagne et est dans la région climatique Alpes du sud, caractérisée par une pluviométrie annuelle de 850 à 1 000 mm, minimale en été.
Pour la période 1971-2000, la température annuelle moyenne est de 8,9 °C, avec une amplitude thermique annuelle de 17,4 °C. Le cumul annuel moyen de précipitations est de 912 mm, avec 8,9 jours de précipitations en janvier et 6,1 jours en juillet. Pour la période 1991-2020, la température moyenne annuelle observée sur la station météorologique de Météo-France la plus proche, « Pellafol-Chaneaux », sur la commune de Pellafol à 2 km à vol d'oiseau, est de 9,5 °C et le cumul annuel moyen de précipitations est de 989,6 mm,. Pour l'avenir, les paramètres climatiques de la commune estimés pour 2050 selon différents scénarios d'émission de gaz à effet de serre sont consultables sur un site dédié publié par Météo-France en novembre 2022.

### Hydrographie
Le territoire communal se situe à la confluence du Drac et de la Souloise, un de ses principaux affluents.

## Urbanisme

### Typologie
Au 1er janvier 2024, Ambel est catégorisée commune rurale à habitat très dispersé, selon la nouvelle grille communale de densité à sept niveaux définie par l'Insee en 2022.
Elle est située hors unité urbaine et hors attraction des villes,.

### Occupation des sols
L'occupation des sols de la commune, telle qu'elle ressort de la base de données européenne d’occupation biophysique des sols Corine Land Cover (CLC), est marquée par l'importance des forêts et milieux semi-naturels (59 % en 2018), une proportion identique à celle de 1990 (59 %). La répartition détaillée en 2018 est la suivante : 
forêts (59 %), eaux continentales (22,9 %), zones agricoles hétérogènes (18 %). L'évolution de l’occupation des sols de la commune et de ses infrastructures peut être observée sur les différentes représentations cartographiques du territoire : la carte de Cassini (XVIIIe siècle), la carte d'état-major (1820-1866) et les cartes ou photos aériennes de l'IGN pour la période actuelle (1950 à aujourd'hui).

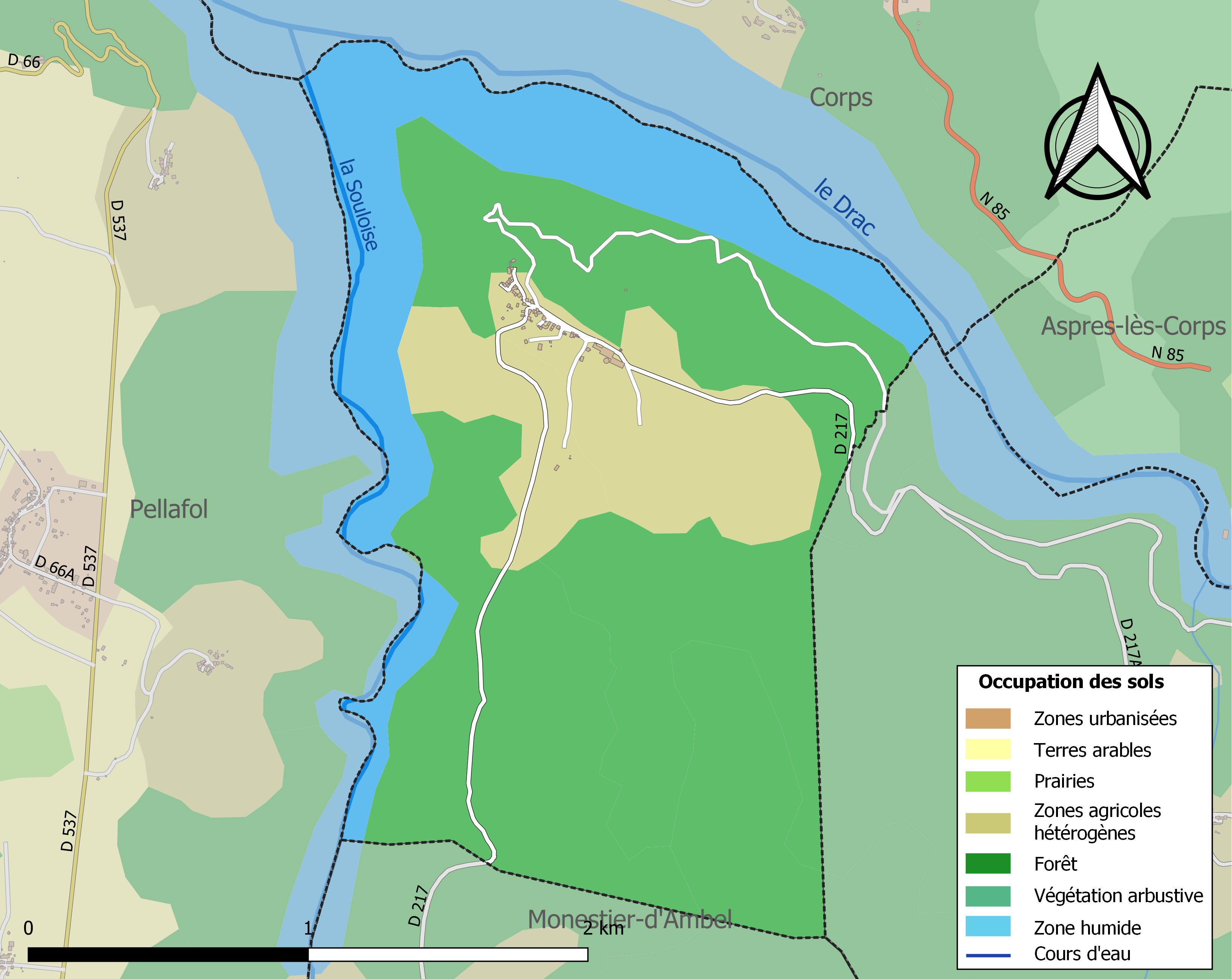
Carte des infrastructures et de l'occupation des sols de la commune en 2018 (CLC).

### Risques naturels et technologiques

#### Risques sismiques
L'ensemble du territoire de la commune d'Ambel est situé en zone de sismicité no 3, dite « modérée » (sur une échelle de 1 à 5), comme la plupart des communes de son secteur géographique. Elle se situe cependant au sud de la limite d'une zone sismique classifiée de « moyenne ».
| Type de zone | Niveau            | Définitions (bâtiment à risque normal) |
| ------------ | ----------------- | -------------------------------------- |
| Zone 3       | Sismicité modérée | accélération = 1,1 m/s2                |

## Toponymie
Attestée sus la forme in Ambellis en 739, du nom de personne latin Ambillus utilisé exceptionnellement sans suffixe.
Autre hypothèse : Ambel tiendrait son nom de la racine latine amb-, c'est-à-dire « des deux côtés », référence à la position géographique du village sur un promontoire entre la vallée de la Souloise et celle du Drac : Ambilis in Taraone en bas-latin, Hembel ou Hembellum au XVe siècle, mais cette étymologie ne repose sur rien et n'explique pas la terminaison -el.

## Histoire
Des seigneurs possédant château à Ambel existaient déjà à la fin du VIIIe siècle. Ardradus, fils de Bysardon, eut pour fils Eldrade (781-844 ?) qui se fit moine et céda tous ses droits à l'abbaye de la Novalaise, dans le Piémont italien.
Les Sarrasins détruisirent tout dans les premières années du Xe siècle. Ambel se trouva dans le comté de Provence libéré en l'an 973, puis dans celui de Forcalquier en 1054, puis en Dauphiné en 1209. Lors de la création des mandements vers 1250, Ambel fit partie de celui de Corps.
L'église d'Ambel est mentionnée en 1152.
La seigneurie d'Ambel, composée des deux paroisses d'Ambel et du Monestier, a été créée le 11 mars 1315, par démembrement du mandement de Corps, au profit de Pierre d'Ambel et « en tant que de besoin » de son frère Humbert. Pierre avait, par concession du Dauphin, les droits de juridication haute, moyenne et basse sur Ambel. La seigneurie se transmit dans la famille d'Ambel sur quatre générations jusqu'à la mort de Raymond III aux environs de 1445. Son fils ainé Étienne étant décédé dix ans auparavant, Raymond ne laissait que des filles ; la loi salique ne s'appliquant pas en terre dauphinoise, l'aînée, Burguette, devint dame d'Ambel, et son mari Raymond de la Villette seigneur « du chef de sa femme » jusqu'au décès de celle-ci. En 1470, leurs deux fils Jean et Aymar de la Villette, devenus coseigneurs d'Ambel à la mort de leur mère, vendirent la seigneurie à Jean de Bonne, dont le fils aîné Pierre céda en 1500 à son frère Reynaud ses droits sur le Monestier, qui devint dès lors une seigneurie distincte.
La seigneurie d'Ambel, désormais réduite à la seule paroisse d'Ambel, fut vendue par Pierre de Bonne à Guillaume de Viennois en 1504. Les Viennois étaient catholiques. Les guerres de religion firent rage à Ambel, dont le village fut ruiné et le château pris et repris cinq fois entre 1562 et 1577. En 1578, Lesdiguières ayant assiégé Ambel, Gordes le délogea, mais Lesdiguières revint et reprit le château. Pierre III de Poligny racheta la seigneurie aux Viennois en 1617, et la revendit à Jean Achard aux environs de 1645. Antoine Achard, neveu et héritier de Jean, ayant émigré en 1867, son fief lui fut confisqué, et attribué à son fils mineur Judéon. Pierre Achard, fils de Judéon, transmit à son cousin et fils adoptif Richard Gautier. Marc-Richard, fils de ce dernier, fut dépossédé par la Révolution.

### Les seigneurs de la famille d'Ambel

#### Armoiries
D'or au moulin de deux tours jointes d'argent portillées et fenestrées de sable, la senestre couverte et inférieure à la dextre carrée, posé sur quatre ailes en croix de gueules, bâti sur une motte de sinople.

#### Liste des seigneurs
(les dates, trop incertaines, ne sont pas données)
- Pierre, créé seigneur par le dauphin en 1315 (Pierre I), et Humbert, son frère, seigneur « en tant que de besoin »
- Raymond, fils de Pierre I (Raymond I), et Pierre, dit Perret, son frère (Pierre II), coseigneurs
- Henri, fils de Raymond I, et Raymond, son frère (Raymond II), coseigneurs
- Aymar, fils d'Henri, seigneur, sans descendance
- Raymond, neveu d'Henri et de Raymond II (Raymond III), seigneur, décédé sans descendant mâle en 1445 (date incertaine)[23].

Durant les guerres de Religion, un Étienne d'Ambel, protestant, dont la parenté avec les précédents n'est pas établie, est brièvement seigneur d'Ambel.

#### La succession deRaymondIII
Raymond a eu cinq enfants, mais son seul fils, l'aîné des cinq, est décédé avant son père. À la mort de celui-ci, la branche aînée des Ambel s'est donc éteinte, et l'aînée des filles, Burguette, transmit la seigneurie d'Ambel à ses enfants. Les trois autres sœurs, Clémence, Lantelme et Catherine, héritèrent des terres du haut-Valgaudemar entrées dans la famille par le mariage de leur grand-oncle Henri avec Alix de Bonne. Les terres de Clémence restèrent connues jusqu'au milieu du XXe siècle comme « Clémence-d'Ambel ». Celles de Catherine passèrent à se fille Marguerite, dont le mari Guillaume Pérouse (ou Peyrouse) acheta les parts de Lantelme, constituant le territoire désormais dénommé « Guillaume-Peyrouse ».

### Époque contemporaine
En 1790, la commune fut, comme ses voisines, intégrée tout d'abord au département des Hautes-Alpes, puis quelques années plus tard au département de l'Isère, dans le canton de Corps.
En 1801, Ambel fut à nouveau commune et séparé de Monestier-d'Ambel.
La mise en eau du barrage du Sautet en 1935 sépara physiquement Ambel de Corps et de Pellafol avec la création du lac du Sautet, obligeant à de longs détours pour joindre ces communes pourtant limitrophes. Une liaison par bac fut essayée, mais abandonnée après un chavirage.

## Politique et administration

### Liste des maires
| Période | Période                     | Identité             | Étiquette | Qualité           |
| ------- | --------------------------- | -------------------- | --------- | ----------------- |
| 1793    | 1796 (?)                    | Claude Pascal        |           |                   |
|         |                             | Pierre Faure         |           |                   |
| 1808    | 1814                        | Jean Pierre Helme    |           |                   |
| 1815    | 1821                        | Pierre Jamier        |           |                   |
| 1821    | 1826                        | Jean Pierre Helme    |           |                   |
| 1826    | 1830                        | Pierre Giraud        |           | Maire par Intérim |
| 1831    | 1837                        | Pierre Giraud        |           |                   |
| 1837    | 1841                        | Antoine Jamier       |           |                   |
| 1841    | 1847                        | Jean-André Helme     |           |                   |
| 1848    | 1863                        | Pierre Jamier        |           |                   |
| 1863    | 1871                        | Pierre Helme         |           |                   |
| 1871    | 1876                        | Jean Eymard          |           |                   |
| 1876    | 1878                        | Jean Bernard         |           |                   |
| 1878    | 1881                        | Jean Garçin          |           |                   |
| 1881    | 1884                        | Jean-Baptiste Giraud |           |                   |
| 1884    | 1886                        | Jean Garçin          |           |                   |
| 1886    | 1892                        | Alphonse Pellegrin   |           |                   |
| 2001    | En cours (au 30 avril 2014) | Jean-Claude Abert    | DVG       | Retraité agricole |

## Population et société

### Démographie
La commune est l'une des communes les moins peuplées du département.
L'évolution du nombre d'habitants est connue à travers les recensements de la population effectués dans la commune depuis 1793. Pour les communes de moins de 10 000 habitants, une enquête de recensement portant sur toute la population est réalisée tous les cinq ans, les populations de référence des années intermédiaires étant quant à elles estimées par interpolation ou extrapolation. Pour la commune, le premier recensement exhaustif entrant dans le cadre du nouveau dispositif a été réalisé en 2007.

En 2022, la commune comptait 32 habitants, en évolution de +28 % par rapport à 2016 (Isère : +3,07 %, France hors Mayotte : +2,11 %).
| 1793 | 1800 | 1806 | 1821 | 1831 | 1836 | 1841 | 1846 | 1851 |
| ---- | ---- | ---- | ---- | ---- | ---- | ---- | ---- | ---- |
| 139  | 156  | 152  | 159  | 173  | 250  | 241  | 273  | 289  |

| 1856 | 1861 | 1866 | 1872 | 1876 | 1881 | 1886 | 1891 | 1896 |
| ---- | ---- | ---- | ---- | ---- | ---- | ---- | ---- | ---- |
| 280  | 273  | 230  | 253  | 258  | 258  | 253  | 212  | 176  |

| 1901 | 1906 | 1911 | 1921 | 1926 | 1931 | 1936 | 1946 | 1954 |
| ---- | ---- | ---- | ---- | ---- | ---- | ---- | ---- | ---- |
| 161  | 163  | 139  | 100  | 100  | 86   | 77   | 43   | 51   |

| 1962 | 1968 | 1975 | 1982 | 1990 | 1999 | 2006 | 2007 | 2012 |
| ---- | ---- | ---- | ---- | ---- | ---- | ---- | ---- | ---- |
| 33   | 26   | 27   | 22   | 38   | 22   | 26   | 26   | 19   |

| 2017 | 2022 | - | - | - | - | - | - | - |
| ---- | ---- | - | - | - | - | - | - | - |
| 28   | 32   | - | - | - | - | - | - | - |

### Enseignement
La commune est rattachée à l'académie de Grenoble.

### Sports
- Randonnées et refuges de montagne

### Médias
Historiquement, le quotidien régional Le Dauphiné libéré consacre, chaque jour, y compris le dimanche, dans son édition de Romanche et Oisans, un ou plusieurs articles à l'actualité du canton et de la communauté de communes, quelquefois de la commune, ainsi que des informations sur les éventuelles manifestations locales.
La commune est située sur l'aire de diffusion de radio Ici Isère, une radio publique qui émet sur tout le territoire du département de l'Isère.

### Cultes
La communauté catholique et l'église paroissiale d'Ambel (propriété de la commune) dépendent de la paroisse Saint Pierre Julien Eymard qui rassemble un grand nombre de villages autour de la cité de La Mure. Cette paroisse est rattachée au diocèse de Grenoble-Vienne.

## Culture locale et patrimoine

### Lieux et monuments

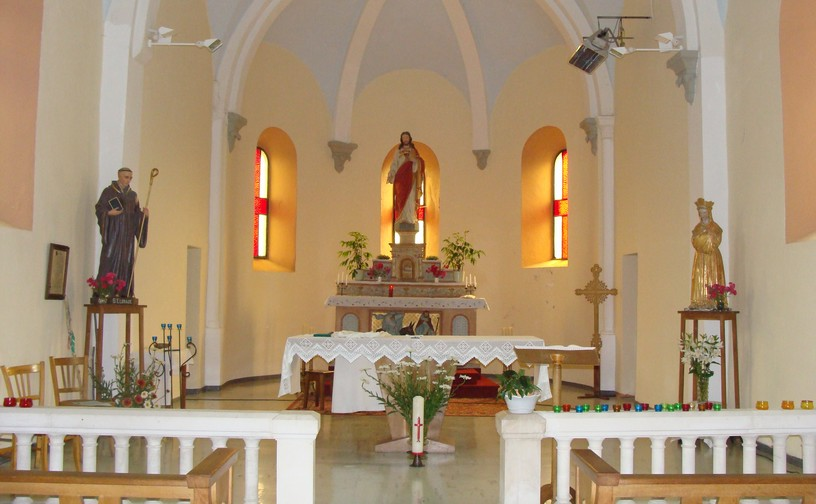
Vue de l'intérieur de l'église. Sur la gauche, une statue de saint Eldrade.

- Sur la butte dominant le village, on devine les vestiges de l'ancien château fort.
- Située en contrebas, l’église paroissiale Notre-Dame de la Nativité, du XIXe siècle, est modeste mais accueillante. Sur le parvis, une très belle vue sur le Dévoluy et le lac du Sautet (côté Souloise) dominé par l'Obiou.

### Personnalités liées à la commune
- Saint Eldrade, né en 781 à Ambel, fils du seigneur Aldradus, choisit d'être moine, et devint supérieur de l'abbaye de la Novalaise, dans le Piémont. Un pèlerinage annuel conduit du Monestier-d'Ambel voisin jusqu'à Ambel les pèlerins venus de la région, et parfois du Monêtier-les-Bains et d'Italie, en souvenir de ce saint.

### Héraldique
|  | Ambel (Isère) possède des armoiries dont l'origine et le blasonnement exact ne sont pas disponibles. |